# Bombardements de Dnipro (depuis 2022)
Cet article concerne les bombardements de Dnipro. Pour la campagne le long du fleuve ayant donné son nom à la ville, voir campagne du Dniepr.
Les bombardements de Dnipro sont une suite de bombardements de la ville se déroulant lors de la campagne de l'Est de l'Ukraine de l'invasion russe de l'Ukraine depuis 2022. La ville et la région environnante ont été bombardées par les forces russes à plusieurs reprises depuis le début du conflit, provoquant des dizaines de morts et plus d'une centaine de blessés parmi la population civile.

## Chronologie en 2022

### Mars
Dnipro est visée pour la première fois lors de l'invasion russe de l'Ukraine le 11 mars 2022. Trois missiles touchent la ville et tuent une personne, tombant d'un immeuble. Le 15 mars, l'aéroport international de Dnipro est fortement endommagé par des missiles russes, détruisant la piste principale de l'aéroport. Le 30 mars, les forces russes frappent un terminal pétrolier à Dnipro, le détruisant. Aucune victime n'est signalée.

### Avril
Une nouvelle attaque vise l'aéroport de Dnipro le 10 avril, détruisant complètement le complexe et les infrastructures à proximité. Un Su-25 ukrainien est détruit au sol à l'intérieur de son hangar et un technicien ukrainien est également blessé.

### Juin
Le 28 juin, les forces russes tirent six missiles de croisière 3M-14E Kalibr depuis la mer Noire vers Dnipro vers 17 h 30, heure locale. L'un d'eux percute un atelier de réparation automobile Avtodiesel, tuant un homme et une femme. Sept autres personnes, dont un garçon de six ans, sont blessées. Des fragments du missile Kalibr seront par la suite retrouvés.

### Juillet
Une attaque est menée par les forces armées russes le 15 juillet 2022, provoquant la mort de cinq personnes et 16 autres sont blessées. L'objectif principal était la plus grande installation spatiale d'Ukraine située dans la ville,.
La ville est bombardée par des avions Tu-95 depuis la partie nord de la mer Caspienne avec des missiles X-101. Selon les données préliminaires, 8 roquettes au total ont été tirées. Quatre missiles sont abattus par les forces de défense aérienne ukrainiennes. Chaque missile coûte 13 millions de dollars (8 missiles coûtent à la Russie plus de 100 millions de dollars).
Une partie des roquettes touche l'entreprise « Pivdenmach ». À la suite de l'impact, l'approvisionnement en eau de la ville est perturbé et une partie des habitants de la ville se retrouve sans approvisionnement en eau. Plus de dix voitures sont endommagées, des portes et fenêtres d'immeubles résidentiels détruites.
Quatre personnes sont tuées. L'une des victimes est un chauffeur de bus urbain. Le premier jour, 15 blessés sont signalés, et le lendemain, leur nombre passe à 16.

### Septembre
Le matin du 29 septembre 2022, des missiles touchent des zones résidentielles de Dnipro et trois personnes sont tuées. La gare routière centrale est également touchée.

### Octobre
Le Dnipro est également touché lors des frappes russes du 10 octobre 2022 contre les infrastructures ukrainiennes. La ville est visée par au moins cinq missiles. Au cours de l'attaque ayant eu lieu aux heures de pointe du matin, trois civils sont tués.
Le 18 octobre 2022, des frappes tombent sur des infrastructures énergétiques du Dnipro. Un homme est blessé et un incendie de grande ampleur se déclare dans une infrastructure énergétique gravement endommagée. En outre, plus de trois douzaines de bâtiments résidentiels sont endommagés, notamment des écoles et des jardins d'enfants.
Le 25 octobre 2022, deux personnes sont tuées, dont une femme enceinte, et quatre blessées dans un incendie dans une station-service à Dnipro après la chute de fragments d'un missile russe.

### Novembre

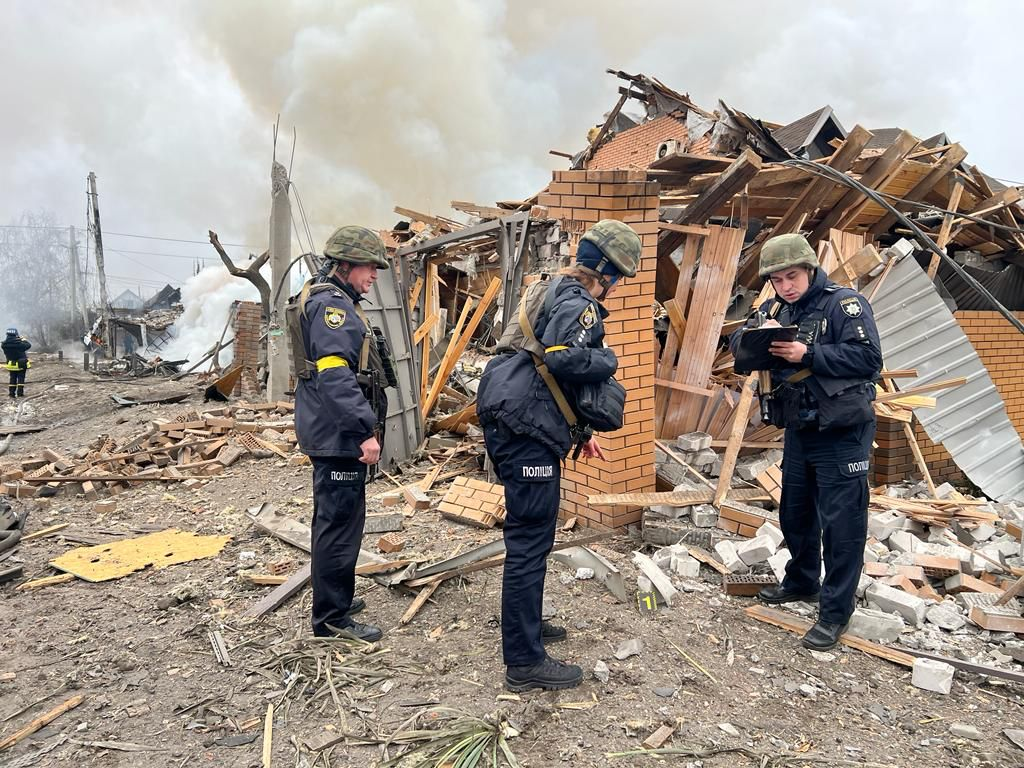
Ruines à Dnipro après la frappe du 26 novembre.

Aux premières heures du 9 novembre 2022, les forces russes déploient des drones kamikazes lors d'une attaque contre une entreprise de logistique, provoquant un incendie majeur. Quatre employés sont blessés, dont trois grièvement. Les systèmes de défense antiaérienne auraient (apparemment) détruit cinq munitions rôdeuses.
Vers 08 h 30 du matin du 15 novembre, alors que les civils se rendent au travail, la ville est touchée (selon le Premier ministre Denys Chmyhal) par une frappe contre l'usine de missiles de l'Autorité palestinienne de Pivdenmash. Selon le gouverneur de l'oblast de Dnipropetrovsk, Valentyn Reznichenko (en), une entreprise industrielle, des maisons, des trolleybus et une « rue animée » ont été endommagés. 23 personnes sont blessées, dont un adolescent,. Le maire de Dnipro, Borys Filatov, affirme qu'un employé de la mairie a été blessé lors de l'attaque alors qu'il aidait des femmes âgées.
Le 26 novembre 2022, vers midi, une frappe de missile russe sur Dnipro blesse 13 personnes et détruit partiellement sept maisons privées dans le district d'Amur-Nyzhnodniprovskyi. Les communications et les infrastructures de la ville ne sont pas endommagées selon Borys Filatov Le gouverneur Valentyn Reznichenko déclare qu'en raison de l'attaque, une femme a été hospitalisée dans un état critique. Le lendemain, Reznichenko rapporte la découverte de la dépouille d'un homme sous les décombres.
Une frappe nocturne de missiles multiples russes détruit une entreprise le 29 novembre 2022. Aucune victime n’est signalée.

## Chronologie en 2023

### Janvier
Le 14 janvier, un immeuble résidentiel est touché par une attaque russe,. L'explosion est entendue vers 15 h 41. Une alerte aérienne locale avait commencé à 14 h 00. Le 19 janvier, le bilan est de 46 personnes tuées et 80 blessées. 11 personnes restent portées disparues,. 39 personnes seront secourues.

### Mars
Le 9 mars, Dnipro est également touchée lors d'une série de frappes de missiles à l'échelle nationale,. Selon le conseil municipal de Dnipro, des dizaines de bâtiments sont endommagés par les ondes de choc et les fenêtres de plus de 120 appartements sont brisées. Des fragments de roquettes sont dispersés sur le terrain du yacht club Sich. Aucune victime n'est signalée.
Lors d'une attaque nocturne les 27 et 28 mars, un drone russe frappe une entreprise privée à Dnipro et provoque un incendie de grande ampleur. Aucune victime n'est signalée. Selon le gouverneur de l'oblast de Dnipropetrovsk, Serhiy Lyssak, deux autres drones russes sont abattus au-dessus de l'oblast de Dnipropetrovsk.

### Avril

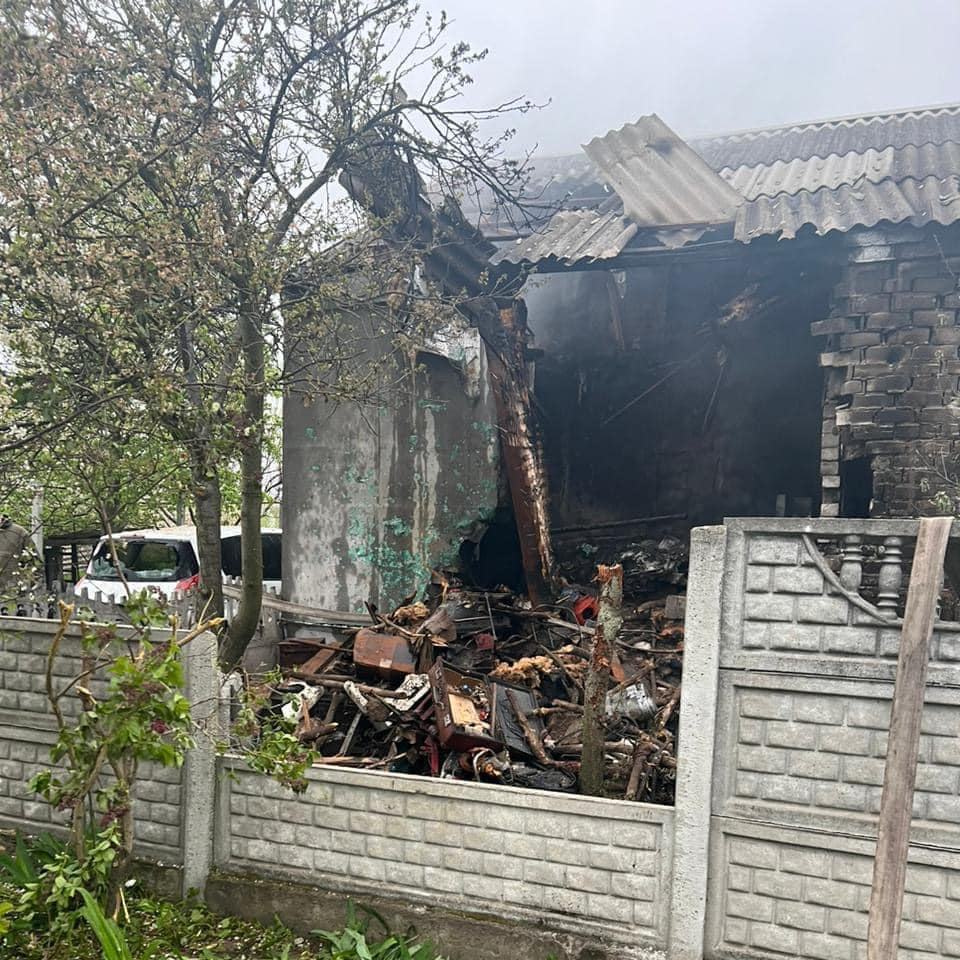
Maison détruite le 28 avril.

Le 28 avril, une mère et sa fille de trois ans sont tuées chez elles, dans la banlieue rurale de Dnipro. Selon le gouverneur Lyssak, sept missiles russes ont visé la ville. La police locale a déclaré aux voisins [des victimes] que des fragments de l'un d'entre eux, abattu par la défense aérienne, semblent être tombés sur la maison.

### Mai
Le 3 mai, dans la nuit, un drone percute un bâtiment administratif à Dnipro. Selon le gouverneur Lyssak, l'incendie est éteint dans la matinée. L'attaque n'a fait aucune victime. Les forces de défense aérienne ukrainiennes annoncent avoir abattu 7 missiles survolant l’oblast de Dnipropetrovsk.
Dans la soirée du 8 mai, une femme de 32 ans est blessée et hospitalisée après que des débris de missiles russes sont tombés sur un immeuble de quatre étages à Dnipro. Une ogive de missile est découverte au troisième étage du bâtiment. Les huit missiles lancés par les forces russes sur l'oblast de Dnipropetrovsk seront abattus par les forces de défense aérienne ukrainiennes.
Dans la nuit du 21 au 22 mai, les locaux d'une entreprise privée sont touchés par une frappe de missile russe ; huit personnes sont blessées (dont trois hospitalisées) et trois bâtiments endommagés. 20 pièces d'équipement du ministère des Situations d'urgence sont détruites. Les forces de défense aérienne ukrainiennes annoncent avoir abattu 15 drones russes et quatre missiles de croisière lors de l'attaque sur l'oblast de Dnipropetrovsk.

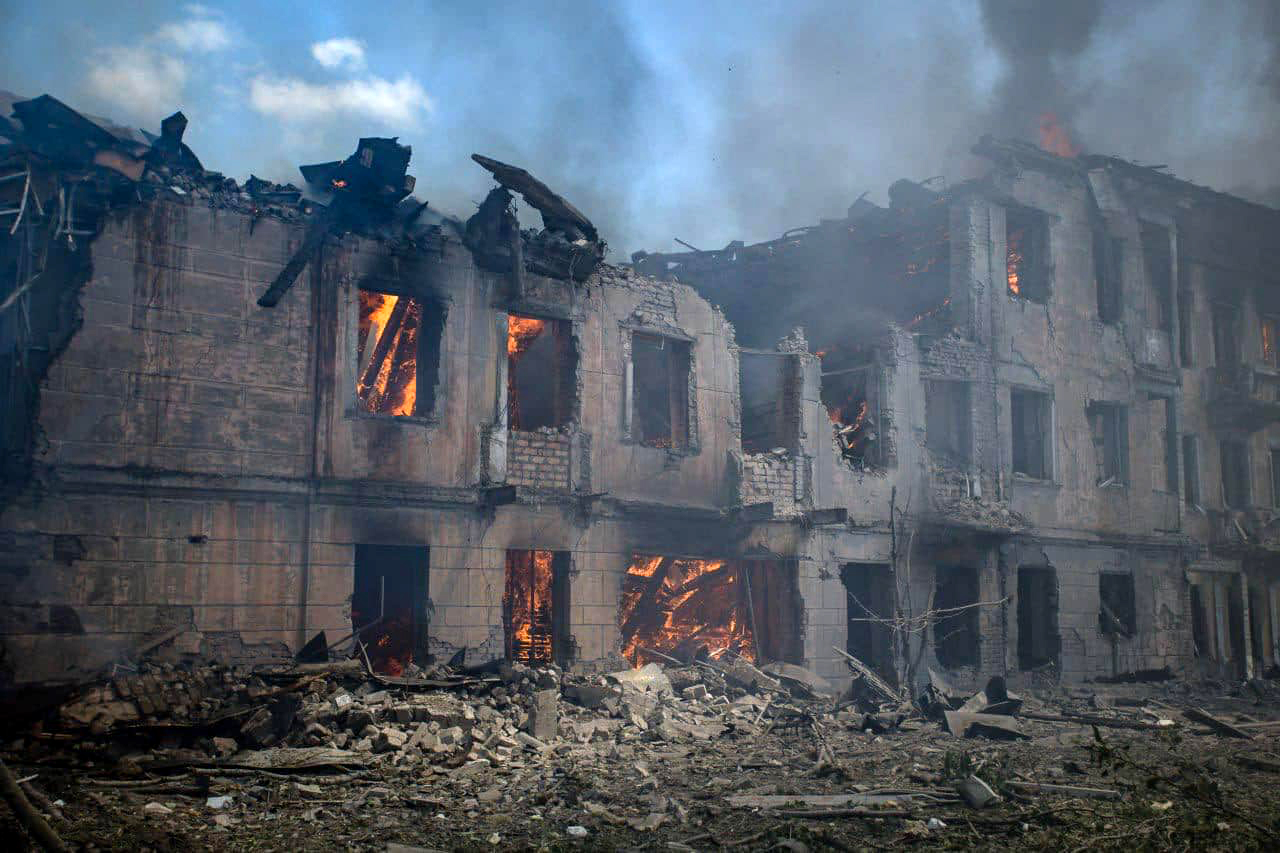
Clinique à Dnipro après la frappe du 26 mai.

Le 26 mai, une frappe de missile russe tombe sur une clinique externe et une clinique vétérinaire, tuant 4 personnes et en blessant 30 autres (trois grièvement blessés). L'attaque touche un bâtiment de trois étages au sein d'un établissement médical, partiellement détruit. Un incendie ravage ensuite un bâtiment voisin. Parmi les blessés figurent un bébé et un enfant, nés respectivement en 2020 et 2017. Le 27 mai est déclaré jour de deuil pour les personnes décédées à la suite de l'attaque.

### Juin
Dans la nuit du 3 au 4 juin, des missiles russes frappent une zone résidentielle, tuant une fillette de deux ans et blessant 22 autres personnes, dont cinq enfants. L'attaque détruit ou endommage plusieurs bâtiments à Pidhorodne, située en périphérie de la ville de Dnipro. Selon l'état-major général des forces armées ukrainiennes, un missile Iskander-K est tombé sur un immeuble de deux étages. Selon la police locale, 10 maisons privées, voitures, magasins et gazoducs sont détruits après le déclenchement d'un incendie. L'opération de sauvetage s'achève à 03 h 00 du matin.
Dans la nuit du 24 juin, 11 personnes, dont trois enfants, sont blessées lors d'une attaque au missile détruisant quatre maisons dans une zone résidentielle,. L'onde de choc endommage plus de 20 bâtiments.

### Juillet

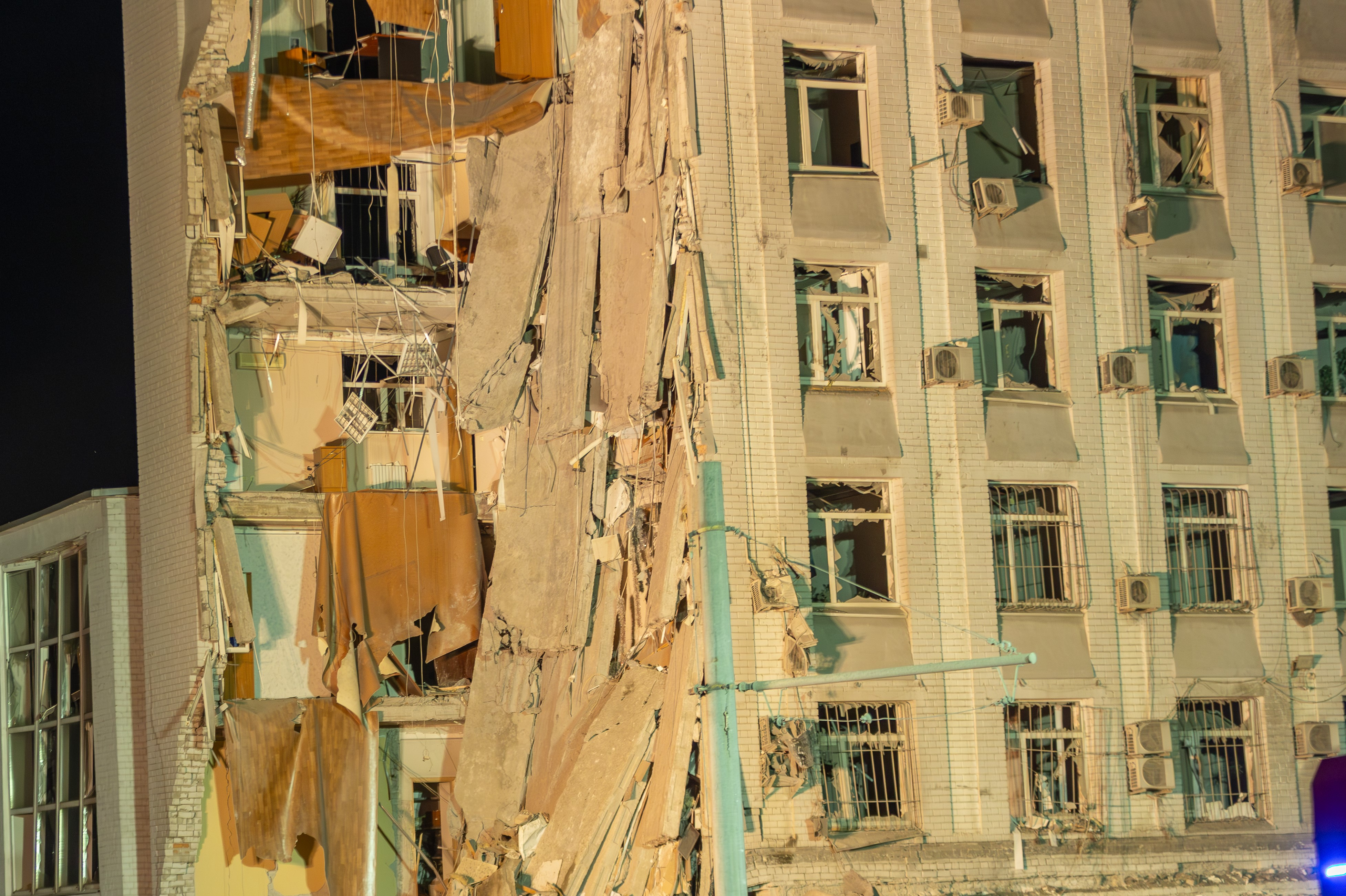
Un bâtiment de la ville, frappé le 28 juillet.

Le 28 juillet 2023, vers 20 h 30, une attaque de missiles russes (les habitants ont entendu deux explosions) touche un immeuble de grande hauteur dans le centre de Dnipro,. Un nouveau complexe résidentiel, où de nombreux appartements demeurent encore inhabités, est endommagé. Un bureau du service de sécurité ukrainien est également touché, mais celui-ci aurait été inutilisé pendant un certain temps. Selon le maire de Dnipro, Borys Filatov, des missiles russes Iskander ont touché les bâtiments. Neuf blessés sont signalés et aucun décès n'est signalé,. Le 29 juillet 2023, le porte-parole du ministère russe de la Défense, Igor Konachenkov déclare : « Dans la soirée du 28 juillet, les forces armées russes ont ciblé le centre de commandement des forces armées ukrainiennes dans la ville de Dnipro avec des armes de haute précision. La cible a été touchée ».

### Août

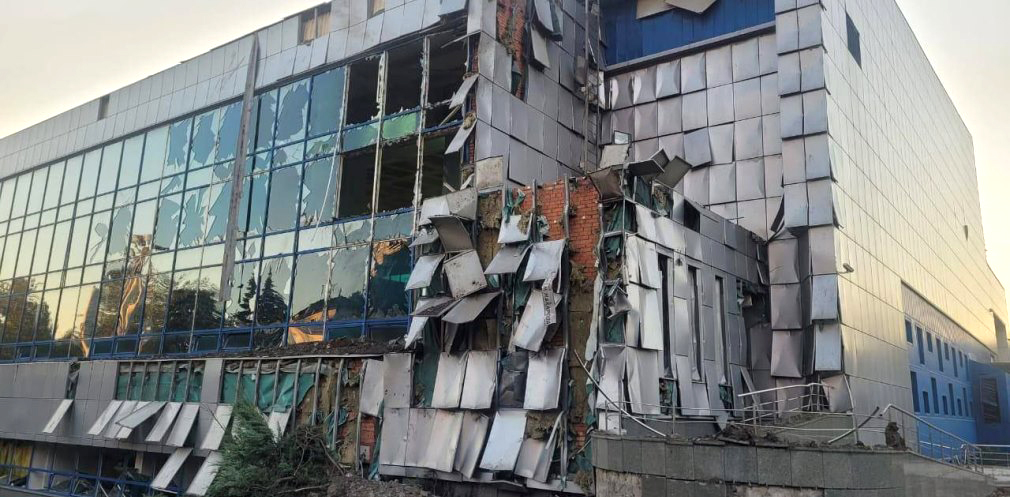
Palais des sports nautiques endommagé le 15 août.

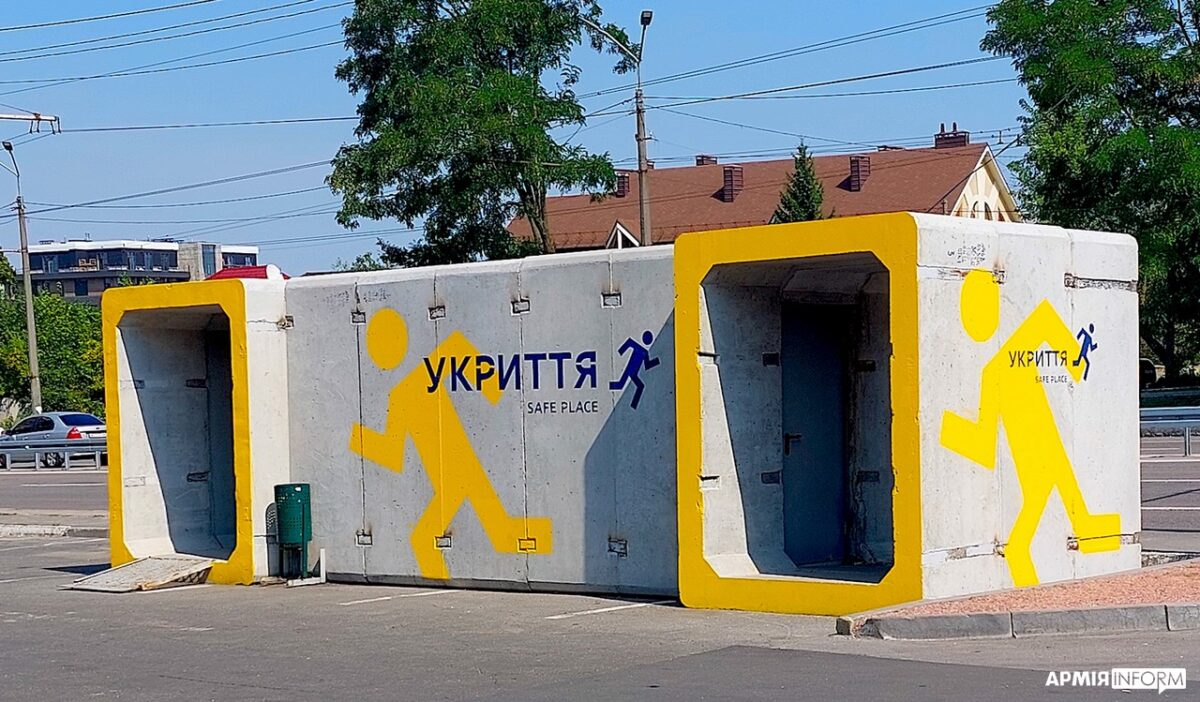
Abri anti-bombes à Dnipro, août 2023.

Le 15 août 2023, à 04 h 20, l'une des installations industrielles de Dnipro est touchée et 2 blessés sont signalés. À peu près au même moment, une piscine est également touchée, sans faire de victimes. Plus tard dans la journée, le porte-parole militaire russe, Igor Konachenkov, affirme que ces attaques constituent un « coup concentré porté sur des entreprises clés de l'industrie militaire du régime de Kiev ». Selon lui, l'objectif des frappes a été atteint.
Vers 02 h 30 le 24 août 2023 (jour de l'indépendance de l'Ukraine ), plusieurs roquettes visent la gare routière centrale de Dnipro,,. Dix personnes sont blessées, dont six hospitalisées avec des blessures mineures. 15 magasins à proximité de la gare sont détruits ou endommagés,. Outre la gare routière, dix autres bâtiments sont également endommagés, dont deux immeubles d'habitation, une banque, une station-service, un hôtel, des locaux appartenant à une entreprise agricole, un fabricant de meubles et un bâtiment administratif. En outre, trois bus et plusieurs voitures, une ligne du réseau de trolleybus ainsi que des conduites d'eau et de gaz sont endommagés. Plus tard dans la journée, le porte-parole militaire russe, Igor Konachenkov, cite : « La nuit précédente, une frappe multiple de lancements d'armes de précision à longue portée maritimes et terrestres contre un centre de commandement militaire ukrainien a détruit cette cible ».

### Septembre
Le 23 septembre, selon le gouverneur de l'oblast de Dnipropetrovsk, Serhiy Lyssak, l'épave d'un drone russe abattu a endommagé « une infrastructure critique » à Dnipro la nuit précédente.

### Octobre
Le 3 octobre, Lyssak rapporte la chute de débris de 13 drones et d'un missile de croisière abattus au-dessus de l'oblast de Dnipropetrovsk, provoquant un incendie dans une entreprise privée de Dnipro qui sera rapidement éteint. Dans une mise à jour ultérieure, il ajoute qu'une école, un jardin d'enfants, une station-service et trois immeubles d'habitation à Dnipro ont été endommagés par « des fragments de missiles russes abattus » ; en plus d'un entrepôt détruit par un incendie.

### Décembre

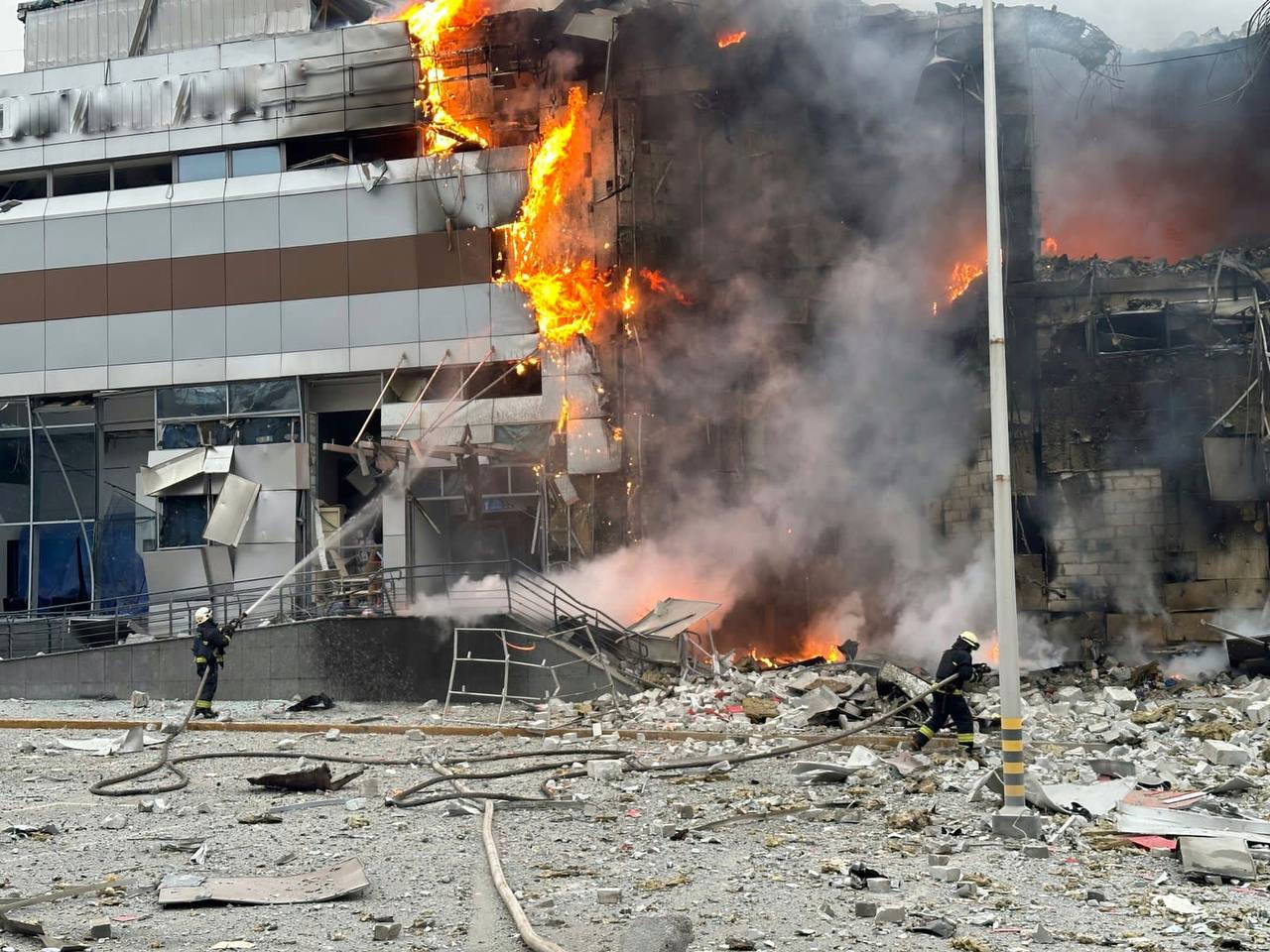
Conséquences de l'attaque d'un missile contre un centre commercial de la ville.

Le 29 décembre 2023, la Russie lance au moins 122 missiles de croisière et balistiques et 36 drones contre plusieurs villes d'Ukraine (Kiev, Odessa, Kharkiv, Lviv...) dont Dnipro, dans ce qui est l'une des plus importantes attaques aériennes contre l'Ukraine à ce jour. Le gouverneur de l'oblast de Dnipropetrovsk, Serhiy Lyssak, rapporte la mort de 6 personnes et 28 personnes blessées lors de l'attaque,. Les missiles ont frappé un centre commercial, une maternité, une maison et un immeuble résidentiel de six étages,. Selon le journal local en ligne Informator, au moment de l'attaque contre la maternité, 12 femmes étaient en train d'accoucher, quatre nouveau-nés étaient pris en charge par le personnel médical. La totalité ont survécu et ont été hébergés dans un refuge. Deux écoles et une bibliothèque ont également été endommagées par les tirs de roquettes.
Le lendemain est déclaré jour de deuil.
Deux jours après l'attaque, un homme décède à l'hôpital des suites de ses blessures subies lors des attaques du 29 décembre 2023. Au 31 décembre 2023, dix-huit victimes, dont un bébé de 18 mois, sont toujours hospitalisées. Deux patients demeurent dans un état grave.

## Chronologie en 2024

### Février
Dans la soirée du 12 février, une centrale thermique de Dnipro est considérablement endommagée par une attaque de drones et de missiles (un missile et 11 drones). Aucune victime n'est signalée. L'usine doit stopper ses activités.
Les forces de défense aérienne ukrainiennes revendiquent avoir abattu 10 drones Shahed survolant le raïon de Dnipro, mais certains ont atteint leur cible. L'alerte a été donné à 00 h 35 le 13 février.
Le 13 février, un hôpital municipal est évacué et plusieurs écoles municipales fermées en raison de problèmes de chauffage.
Dans la nuit du 22 au 23 février, un drone kamikaze russe Shahed touche un immeuble résidentiel de grande hauteur dans le district d'Amur-Nyzhniodniprovskyi à Dnipro, et un complexe commercial dont le nom est inconnu. Huit personnes sont blessées. D'après les forces de défense aérienne ukrainiennes, cinq drones d'attaque ont été détruits dans l'oblast de Dnipropetrovsk, mais d'autres n'ont pas pu être interceptés. Dans l'après-midi du 23 février, les corps sans vie d'un homme et d'une femme sont retrouvés dans les décombres d'un immeuble. Le maire de Dnipro, Borys Filatov, déclare le 24 février jour de deuil.
Dans la soirée du 25 février, 10 maisons privées et plusieurs voitures sont endommagées par une attaque russe, blessant deux hommes et deux femmes. Selon le gouverneur de la région de Dnipropetrovsk, Serhiy Lyssak, la défense aérienne a abattu trois missiles de croisière et trois drones.

### Mars
Lors de la plus grande attaque russe contre les infrastructures énergétiques ukrainiennes depuis l’invasion de 2022, Dnipro fait également partie des villes visées,. Lors de cette attaque nocturne du 22 mars, des immeubles de grande hauteur et des maisons privées sont endommagés par des chutes de roquettes et de drones kamikazes abattus, sans signaler de blessés. Sept drones et 14 roquettes ont été abattus dans l'oblast de Dnipropetrovsk. L'attaque laisse 156 maisons de la ville sans chauffage et des programmes de coupure d’électricité d’urgence sont instaurés. En raison de l'attaque, certaines parties de la ville se sont également retrouvées sans eau,.

### Avril
Aux premières heures du 2 avril, quatre maisons sont endommagées par des drones Shahed. Aucun blessé n'est signalé. Neuf autres drones se dirigeant vers la ville sont abattus par la défense antiaérienne. Dans l'après-midi, une frappe de missiles russes endommage une école maternelle, un collège et une entreprise commerciale,. L'attaque blesse dix-huit personnes, dont des enfants âgés de 14 à 17 ans (cinq enfants seront hospitalisés),,. Plus tard dans l'après-midi, les forces de défense aérienne ukrainiennes affirment avoir abattu un missile de croisière russe Kh-59 destiné à détruire une cible inconnue dans Dnipro.
Le 14 avril à 17 h 50, les débris d'un missile de croisière abattu sont tombés sur Dnipro et Lyubymivka hromada, blessant 13 personnes.
Dans la matinée du 19 avril, trois personnes sont tuées lors d'une attaque russe contre un immeuble résidentiel et 24 personnes blessées,. Plus d'une douzaine de bâtiments résidentiels, de transports publics, commerciaux et éducatifs sont endommagés par l'attaque. Les opérations à la gare de Dnipro sont temporairement suspendues,. L'onde de choc endommage aussi la gare routière centrale de Dnipro, qui suspend également son activité. 16 roquettes et 10 drones sont tirés sur l'oblast de Dnipropetrovsk. Selon les forces de défense aérienne ukrainiennes, les forces russes ont tiré au total 22 missiles de différents types et 14 drones d'attaque sur l'Ukraine, dont 22 auraient été abattus. Borys Filatov décrète le 20 avril jour de deuil,. Il ajoute que la ville a été frappée par un missile Kh-22 « conçu pour détruire les porte-avions »,. En début de soirée du 19 avril, le président Volodymyr Zelensky se rend sur le site de l'attaque où il remercie les secouristes de la ville.